# Arata Endō
Pour les articles homonymes, voir Arata et Endo.
Arata Endō (遠藤 新, Endō Arata, né le 1er janvier 1889, mort le 29 juin 1951) est un architecte japonais disciple de Frank Lloyd Wright.

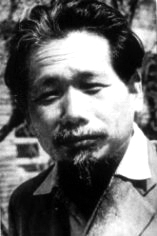
Arata Endo

Une de ses plus importante réalisation est l'Hôtel Kōshien (en) au style fortement influencé par l'Hôtel impérial de Tokyo par Wright.

## Galerie

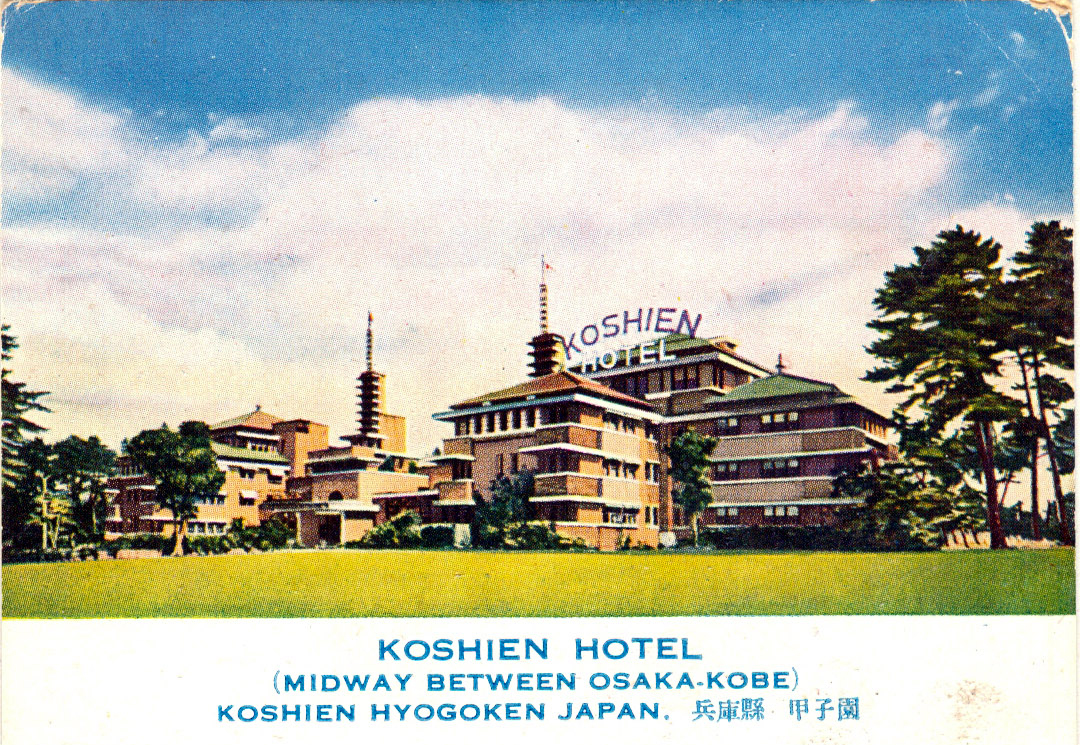
Hôtel Koshien.
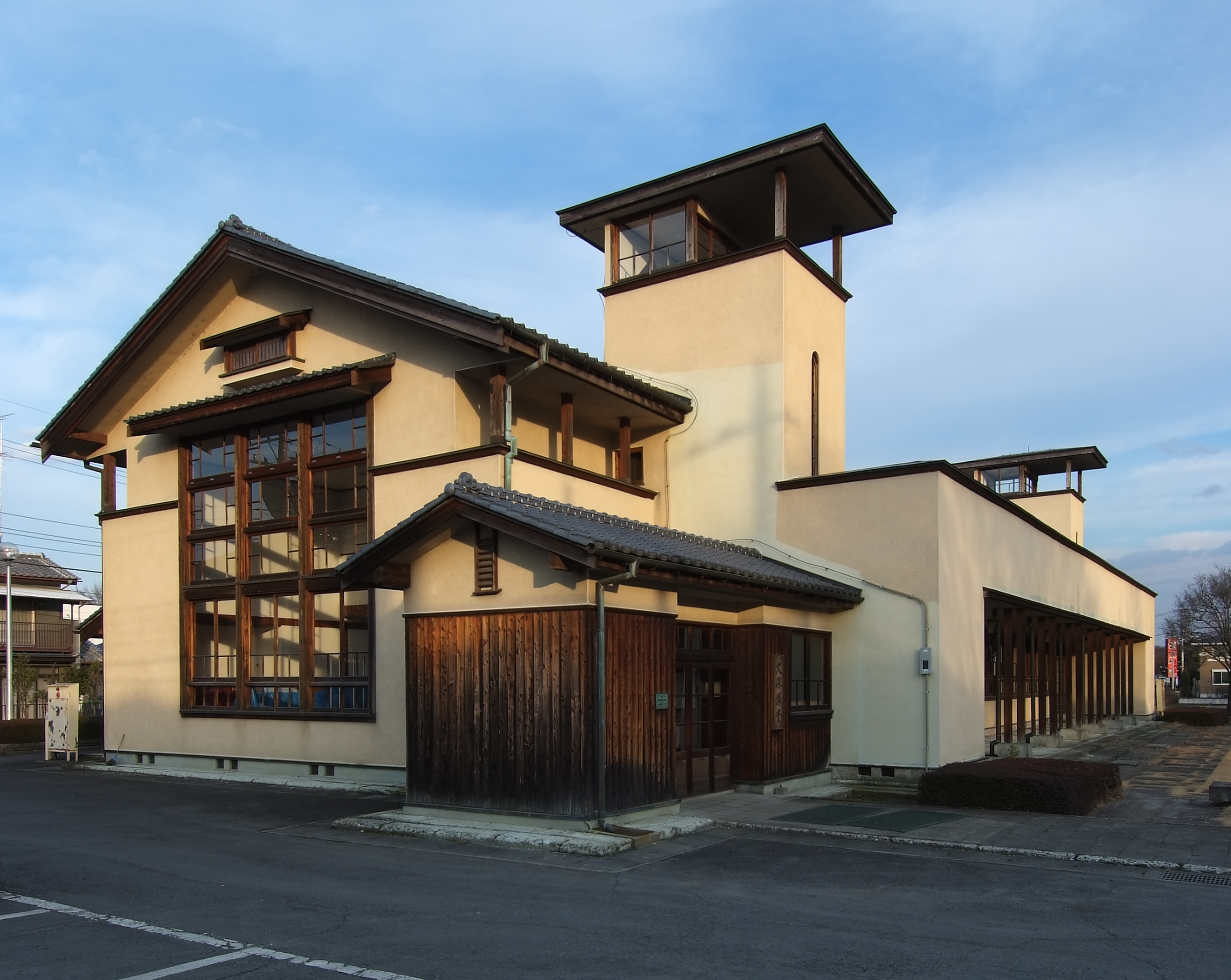
Auditorium de Mooka.
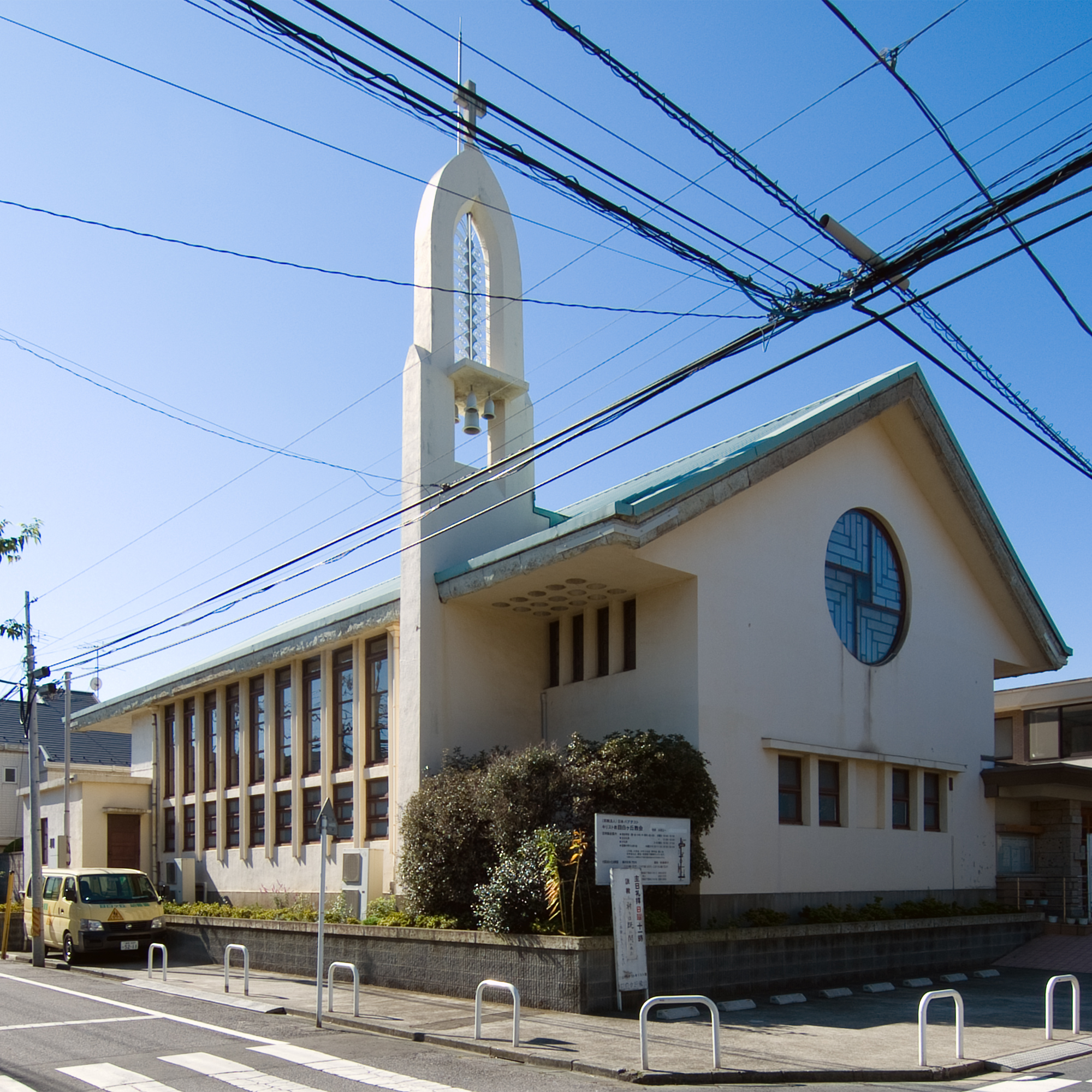
Église Mejiro-ga-oka.